# The Prophecy
The Prophecy er et progressivt doom metal-band fra Yorkshire i England, som blev dannet i 2001.

## Medlemmer

### Nuværende medlemmer
- Greg O'Shea – Guitar
- Matt Lawson – Vokal
- John Bennett – Trommer
- Gavin Parkinson – Bas

### Tidligere medlemmer
- Berrin Bison Casey – Bas (1999-2001)
- Will Castledine – Guitar/Bas (1999-2001)
- Carl Fairhurst – Bas (2002-2003)
- Lewis Casey – Keyboard (1999-2002)
- Katie Colbrook – Keyboard
- Christian Moore-Wainwright – Guitar

## Diskografi

### Demoer
- 2001: Her Embrace My Ruin
- 2002: To End All Hope

### Studiealbums
- 2003: Ashes
- 2006: Revelations